# Aulosaccus pinularis
Aulosaccus pinularis är en svampdjursart som beskrevs av Okada 1932. Aulosaccus pinularis ingår i släktet Aulosaccus och familjen Rossellidae.
Artens utbredningsområde är havet kring Japan. Inga underarter finns listade i Catalogue of Life.